# Karoline Herfurth
Karoline Herfurth, född 22 maj 1984 i Pankow i Östberlin i dåvarande Östtyskland, är en tysk skådespelerska, filmregissör och manusförfattare.

## Filmografi (i urval)
- 2006 – Parfymen: Berättelsen om en mördare
- 2008 – Im Winter ein Jahr
- 2008 – The Reader
- 2010 – We Are the Night
- 2013 – Passion
- 2013 – Fack ju Göhte
- 2014 – Rico, Oskar und die Tieferschatten
- 2015 – Fack ju Göhte 2
- 2016 – SMS für Dich (även regi)
- 2019 – Sweethearts (även regi)
- 2019 – Das perfekte Geheimnis
- 2022 – Wunderschön (även regi) (TBR 2022-02-03)